# Programa Multinacional de Coproducción Geoespacial
El Programa Multinacional de Coproducción Geoespacial (en inglés: Multinational Geospatial Co-production Program, abreviado como MGCP) es un proyecto cartográfico impulsado por la OTAN. Está coordinado por la Agencia Nacional de Inteligencia-Geoespacial (NGA), una agencia de los Estados Unidos de América responsable de los proyectos cartográficos.
Su objetivo es producir una base de datos cartográfica digital a una escala de 1ː50.000 y para ello se emplean como base imágenes satelitales de muy alta resolución (Ikonos, QuickBird, WorldView o Geoeye).
El proyecto no prevé cartografiar toda la superficie terrestre sino que se ciñe a 3.200 celdas de 1º x 1º distribuidas por las zonas de mayor interés.